# Río Blanco (Gwatemala)
Río Blanco – niewielka miejscowość na południowym zachodzie Gwatemali, w departamencie San Marcos. Według danych szacunkowych z 2012 roku liczba mieszkańców wynosiła 836 osób i miała tendencję malejącą. 
Río Blanco leży około 30 km na północny wschód od stolicy departamentu – miasta San Marcos, w górach Sierra Madre de Chiapas, tuż przy granicy z departamentem Huehuetenango. Miejscowość leży na wysokości 2322 metrów nad poziomem morza. 

## Gmina Río Blanco
Miejscowość jest także siedzibą władz gminy o tej samej nazwie, która jest jedną z dwudziestu dziewięciu gmin w departamencie. W 2012 roku gmina liczyła 5 612 mieszkańców. Gmina jak na warunki Gwatemali jest bardzo mała, a jej powierzchnia obejmuje 36 km². Ludność gminy jest zróżnicowana  etnicznie, dominuje ludność metyska a z Indian najliczniejszą grupą są posługujący się majańskim językiem mam. Mieszkańcy gminy utrzymują się głównie z rolnictwa.